# Wiener Linien
Wiener Linien er et trafikselskab i Wien i Østrig, der varetager driften af Wiens U-bane, sporvogne og busser. Selskabets fulde navn er Wiener Linien GmbH & Co KG og er en del af Wiener Stadtwerke Holding AG, der ejes 100 procent af byen Wien.
Wiener Linien har 8.171 medarbejdere og transporterede i 2006 772,1 mio. passagerer. 322.317 har årsabonnementskort, hvoraf omkring en tredjedel er pensionistkort. 20 procent af passagererne er skolelever og studerende. I 2004 lå den samlede omsætning på 345,2 mio. Euro. Undersøgelser viser, at 34 procent af al transport i Wien sker med kollektiv transport, hvilket er højt i europæisk sammenhæng. I 1998 blev U-bane- og sporvognsnettet solgt til et amerikansk finansselskab og derefter leaset med en tilbagekøbsgaranti.

## Trafiknettet
Trafiknettet i Wiener Linien består af
- 5 U-banelinjer med et samlet net på 65,5 kilometer og 427,4 mio. passagerer
- 32 sporvognslinjer med et samlet net på 231,7 kilometer og 207,7 mio. passagerer
- 81 dagbuslinjer med et samlet net på 360 kilometer og 111,7 mio. passagerer
- 35 natbuslinjer

Andre linjer køres af underentreprenører, hvor Dr. Richard er det dominerende selskab.
De fleste daglinjer kører i tidsrummet fra kl. 5.00 til 0.30. I myldretiden har mange linjer 2- til 5-minutters interval, U-banen har i aftentiden 7,5 minutters interval, hvor sporvogs- og buslinjer har 10- til 15-minutters interval. I tidsrummet 0.30 til 5.00 kører natbuslinjerne i 15- til 30-minutters interval.
Wiener Linien er integreret i det samlede tarifsystem under Verkehrsverband Ost-Region (VOR), og Wiener Liniens net ligger i midterzonen (Zone 100).

### U-bane
Wiener U-Bahn blev taget drift i 1976, da man inddrog en strækning af Wiener Stadtbahn og omlagde den til U-bane som linje U4. Der fulgte yderligere 4 linjer, som løbende er blevet og endnu bliver udbygget.
U-banelinjer i Wien:
- U1  Leopoldau-Oberlaa
- U2  Stadion-Karlsplatz (fra 2010: Seestadt-Karlsplatz)
- U3  Ottakring-Simmering
- U4  Heiligenstadt-Hütteldorf
- U6  Floridsdorf-Siebenhirten

De fem linjer er i alt 69,5 kilometer langt og har 95 stationer. I 2006 rådede Wiener Linien over 504 togsæt til U-banen.

### Sporvogne
Wiens sporvogne (Wiener Straßenbahn) har eksisteret siden 1865, da de første hestesporvogne blev taget i drift. Sporvognsnettet blev i de følgende år massivt udbygget, og det er i dag et af de største sporvognsnet i verden, på trods af at nogle linjer i anden halvdel af det 20. århundrede blev nedlagt for at skabe plads til privatbilismen. Der kører i dag 32 linjer. Efterhånden som U-banenettet udbygges nedlægges linjer for at undgå parallelkørsel. Til gengæld planlægges der også nye linjer.
Wiener Linien rådede i 2006 over 534 sporvogne, hvoraf 152 er lavtgulvsvogne af typen ULF (Ultra Low Floor), der har verdens laveste gulvhøjde på 18 centimeter. Linjenettet har en længde på 227,3 kilometer med en samlet skinnelængde på 434,5 kilometer med 1.137 stoppesteder.

### Busser
Der kører 81 dag- og 35 natbuslinjer med et linjenet på 668,6 kilometer. Vognparken består i 2006 af 487 busser, der alle er lavtgulvsbusser. Der transporteredes i 2006 117,5 mio. passagerer. Bussernes linjenummer er kendetegnet med bogstavet A (f.eks. 10A), for umiddelbart at adskille dem fra sporvognslinjerne. Der kører også linjer betjent af underentreprenører, hvoraf det største selskab er Dr. Richard, som har billetfællesskab med Wiener Linien. Busser, der er kendetegnet med bogstavet B, er selvstændige linjer, der ikke er med i billetfællesskabet.
Busdriften i Wien begyndte den 23. marts 1907. I begyndelsen eksperimenterede man med akkumulatorvogne og trolleybusser inden benzinbusserne slog igennem efter 1. verdenskrig. Særligt i den indre by, hvor der af pladshensyn ikke kunne bygges et større sporvognsnet, blev der etableret busruter.
Mellem 1936 og 1953 blev alle busser omstillet til dieseldrift, kun afbrudt af 2. verdenskrig, hvor samtlige 130 busser blev beskadiget eller ødelagt.
Fra 1960 kørte man med dobbeltdækkerbusser (indtil 1991) og fra 1963 blev der indsat ledbusser.
Mellem 1963 og 1977 blev omkring 300 busser ombygget, så de kunne køre på en blanding af diesel og flydende gas. Fra 1977 blev de ombygget til rent at kunne køre på flydende gas. Fra 1988 blev alle busser af miljømæssige årsage udstyret med katalysator.
I Wiens indre by kører små busser, som er velegnede til de smalle gader. De første blev indført i 1977, og der har været flere generationer af disse. I øjeblikket (2008) benytter man de såkaldte VW-citybusser.
Den 21. maj 2007 kørte den sidste højtgulvsbus fra Wiener Linien i Wien, hvorefter alle busser er lavtgulvsbusser.

### Trolleybusser
Der kørte trolleybusser i Wien fra 1908 til 1938 og igen fra 1946 til 1958, men de vandt ikke den store udbredelse. En overgang kørte disse busser også med bivogn, og disse anhængere kunne man se på busser frem til 1961.